# Ia Mrơn
Ia Mrơn là một xã thuộc huyện Ia Pa, tỉnh Gia Lai, Việt Nam.

## Địa lý
Xã nằm ở trung tâm của huyện Ia Pa, có vị trí địa lý:
- Phía Nam giáp xã Kim Tân
- Phía Tây Nam giáp huyện Phú Thiện
- Phía Bắc giáp xã Ia Trok
- Phía Đông giáp sông Pa.

Xã Ia Mrơn có diện tích 32,27 km², dân số năm 1999 là 8.362 người, mật độ dân số đạt 259 người/km².

## Kinh tế - xã hội

### Xã hội

#### Giáo dục
Xã có trường THCS Phan Bội Châu.